# Douglas Harding
Douglas Harding (ur. 12 lutego 1909 w Lowestoft, zm. 11 stycznia 2007 w Nacton) – brytyjski filozof i mistyk.
Kluczowym punktem jego wglądu (i nauczania) jest oczyszczona percepcja otaczającego świata. Na warsztatach prowadzonych przez Hardinga uczestnicy starali się dostrzec „punkt”, z którego patrzymy na świat (czyli tzw. „obserwatora”). Dostrzeżenie tego punktu „wywraca” naszą hierarchię świata – zaczynamy być częścią „nieprzemijalnego”. Zamiast fizycznej głowy, z której obserwujemy otoczenie jako jeden z wielu „obserwatorów” – mamy przestrzeń, w której ten świat się objawia. To ostatnie doświadczenie jest charakterystycznym motywem „wglądu” Hardinga, którego wartość odkrył później w literaturze i przekazach „oświeconych” nauczycieli m.in. Śri Ramany Maharishiego.
W 1990 roku Douglas Harding odwiedził Polskę, prowadząc dwudniowe warsztaty w Zielonej Górze.

## Książki
Douglas Harding jest autorem wielu książek
- The Hierarchy of Heaven and Earth
- Look for Yourself
- On Having No Head, Zen and the Rediscovery of the Obvious
- Head Off Stress
- Religions of the World
- To Be and Not To Be
- The Trial of the Man who said he was God
- The Little Book of Life and Death
- Face to No-Face